# Blanche Deschamps-Jéhin
Pour les articles homonymes, voir Jehin.
Blanche Adèle Deschamps-Jéhin, née à Lyon le 22 juin 1856 et morte à Monte-Carlo le 24 juin 1923, était une chanteuse lyrique (contralto) française. Sa voix riche, souple et d'une large tessiture lui a permis de mener une carrière prolifique entre 1879 et 1905. Elle a notamment créé de nombreux rôles, le plus marquant étant le rôle-titre d'Hérodiade de Jules Massenet.

## Biographie
Elle étudie à Lyon et à Paris, avant de faire ses débuts professionnels à l'opéra en 1879 dans le rôle-titre de Mignon d'Ambroise Thomas, à La Monnaie à Bruxelles. Elle poursuit sa carrière dans cet établissement pendant quelques années, interprétant notamment le rôle-titre dans la création d'Hérodiade de Jules Massenet en 1881, et Uta dans la création de Sigurd d'Ernest Reyer en 1884.
Elle intègre ensuite la troupe de l'Opéra-Comique, au milieu des années 1880, et y chantera pendant plus d'une décennie. Elle y interprétera notamment les rôles de Margared dans la création du Roi d'Ys d'Édouard Lalo (1888), Madame de la Haltière dans la création de Cendrillon de Massenet (1899), et la Mère dans la création de Louise de Gustave Charpentier. Elle chante aussi occasionnellement à l'Opéra de Monte-Carlo où elle crée le rôle-titre de Hulda de César Franck (1894), et le rôle de la Baronne dans Chérubin de Massenet (1905). En 1891, elle fait sa première apparition à l'Opéra de Paris en jouant Léonor dans La Favorite de Gaetano Donizetti, puis plus tard en jouant Fidès dans Le Prophète de Giacomo Meyerbeer, Amneris dans Aida de Verdi, Hedwige dans Guillaume Tell de Rossini, Dalila dans Samson et Dalila de Saint-Saëns, Gertrude dans Hamlet d'Ambroise Thomas, Ortrude (Lohengrin de Wagner), et Véronique dans la création de Messidor d'Alfred Bruneau (1897). Son répertoire inclut aussi Carmen, Azucena (Le Trouvère), Erda (Siegfried)  et Brangäne (Tristan et Isolde) dont elle assure la création française (10 septembre 1897, au Théâtre du Grand Cercle du Casino d’Aix-les-Bains Savoie).

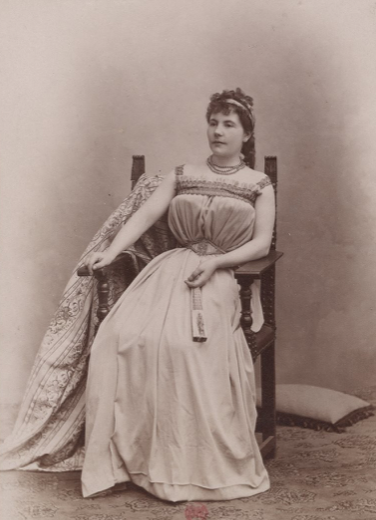
Portrait de Blanche Deschamps-Jéhin (Atelier Nadar)